# Bene ma non benissimo (singolo)
Bene ma non benissimo è un singolo del rapper italiano Shade, pubblicato il 6 giugno 2017 come primo estratto dell'album Truman.

## Video musicale
Il videoclip, pubblicato sul canale Warner Music Italy il 9 giugno 2017, riprende in alcune scene il video del brano Thrift Shop di Macklemore & Ryan Lewis.

## Tracce
Testi di Vito Ventura, musiche di Pasquale Lorusso, Giacomo Roggia.
1. Bene ma non benissimo – 3:11

## Classifiche
| Classifica (2017) | Posizione massima |
| ----------------- | ----------------- |
| Italia            | 16                |